# 10米移动靶
10公尺移動靶項目在裝子彈後有個準備動作，進入準備動作後，選手喊“好”，技術人員即可出靶，出靶後選手才可舉槍，並在靶紙出現在靶槽到消失的時間內擊發，否則視為脱靶。
| 射擊距離 | 10公尺              |
| 使用槍枝 | 空氣步槍            |
| 瞄准具   | 光學瞄準鏡          |
| 靶槽     | 長2公尺，高約18公分 |
| 射擊時間 | 靶紙位於靶槽範圍時  |
| 快速     | 2.5秒               |
| 慢速     | 5秒                 |
| 混合速   | 隨機快慢速          |